# Partido Galeguista Demócrata
El Partido Galeguista Demócrata (PGD) (Partido Galleguista Demócrata) es un partido político español centrista de ámbito gallego, que se reclama heredero del Partido Galeguista de 1931. Hasta 2011 su nombre fue el de Partido Galeguista.
El partido se creó mediante la reactivación del anterior Partido Galeguista, la mayor parte del cual se había integrado en Coalición Galega en 1984, y la convocatoria del VIII Congreso el 13 de noviembre de 2004, que marcó su reaparición pública, con la fusión con Democracia Progresista Galega-Progresistas Vigueses. Su secretario general fue el exalcalde de Vigo Manoel Soto y su presidente Xabier González.
Se define como «la opción política galleguista y de los galleguistas, es decir: nacionalista, democrática, progresista, europeísta» pero cuenta con el rechazo de destacados galleguistas históricos como Avelino Pousa Antelo, presidente de la Fundación Castelao, quien considera que el actual PG nada tiene que ver con el que había dirigido Castelao.
Entre septiembre de 2005 y junio de 2006 estuvo integrado en el PG Identidade Galega. El PG obtuvo el 1,22% de los votos en las elecciones municipales de 2007 en el conjunto de Galicia lo que se tradujo en 10 concejales, siendo la sexta fuerza política de la comunidad. No obtuvo representación en ninguna de sus principales apuestas: La Coruña, Vigo y Orense.
De cara a las elecciones municipales de 2011 cambió su nombre de Partido Galeguista a Partido Galeguista Demócrata. En agosto de 2012 se anunció su integración en Compromiso por Galicia a través de Acción Galega.
En 2015 se volvieron a presentar a las Elecciones Municipales, nuevamente como Partido Galeguista Demócrata (PGD).

## Resultados electorales
En las elecciones municipales del 2011 se presentó como Partido Galeguista Demócrata.
| Elecciones                               | Votos  | % (en galicia) | Concejales |
| ---------------------------------------- | ------ | -------------- | ---------- |
| Elecciones municipales españolas de 2007 | 19.739 | 1.20           | 10         |
| Elecciones municipales españolas de 2011 | 5.266  | 0.33           | 6          |